# 澳洲八校聯盟
澳洲八校聯盟（英語：Group of Eight），又稱澳洲八大名校，是由澳大利亚歷史悠久、享譽國際的八所頂尖研究型综合大学組成的組織。聯盟總部設在澳大利亞首都領地坎培拉，八所大学分别为澳大利亚国立大学、新南威尔士大学、悉尼大学、昆士兰大学、墨尔本大学、莫纳什大学、阿德莱德大学和西澳大学。
除了豐碩的研究成果與一流的科研人才，澳洲八大盟校的龐大學術資源，對於政治及經濟等各個領域的卓越貢獻同樣影響力深遠，不僅在全球各地政商界的傑出校友眾多，亦培育出數十位諾貝爾獎得主。

## 特点
- 澳洲八大名校主導全澳洲約七成的研究計畫，所進行的研究計畫，高達九成六獲得美國專利。
- 澳洲的學術研究引文，約有八成來自澳洲八大名校發表。
- 孕育諾貝爾獎得主的搖籃，澳洲全部十餘名的諾貝爾獎得主，皆出自澳洲八大名校。
- 澳洲超过一半的国家教学奖都授予给了八校联盟大学，師生比亦远優于一般大学。
- 八校联盟大学培养出的毕业生往往能够更快找到全职工作，起薪更高，并且继续深造的可能性更大。
- 八校联盟成员大学是诸多享有盛誉的国际型大学联盟的成员，其中包括：國際研究型大學聯盟、環太平洋大學聯盟、Universitas 21，以及世界大学联盟（英语：Worldwide Universities Network）（WUN）。
- 近九成的澳大利亚国家政府部門首长是八校联盟大学的校友，其中包括澳大利亚现任总理，副总理以及部、州、市长等首長。

## 成员院校
| 澳大利亚八校联盟 | 澳大利亚八校联盟       | 澳大利亚八校联盟 | 澳大利亚八校联盟 | 澳大利亚八校联盟 | 澳大利亚八校联盟 | 澳大利亚八校联盟 |
| 学校             | 位置                   | 成立日期         | 2025 QS          | 2025 泰晤士      | 2025 U.S. News   | 2024 軟科        |
| ---------------- | ---------------------- | ---------------- | ---------------- | ---------------- | ---------------- | ---------------- |
| 墨尔本大学       | 维多利亚州墨尔本       | 1853年           | 13               | 39               | 27               | 37               |
| 悉尼大学         | 新南威尔士州悉尼       | 1850年           | 18               | 61               | 29               | 74               |
| 新南威尔士大学   | 新南威尔士州悉尼       | 1949年           | 19               | 83               | 36               | 77               |
| 澳洲國立大學     | 澳大利亚首都领地堪培拉 | 1946年           | 30               | 73               | 85               | 101-150          |
| 蒙纳士大学       | 维多利亚州墨尔本       | 1958年           | 37               | 58               | 35               | 82               |
| 昆士兰大学       | 昆士兰州布里斯本       | 1909年           | 40               | 77               | 41               | 63               |
| 西澳大学         | 西澳大利亚州珀斯       | 1911年           | 77               | 149              | 91               | 101-150          |
| 阿德莱德大学     | 南澳大利亚州阿德莱德   | 1874年           | 82               | 128              | 92               | 151-200          |

## 校园图集

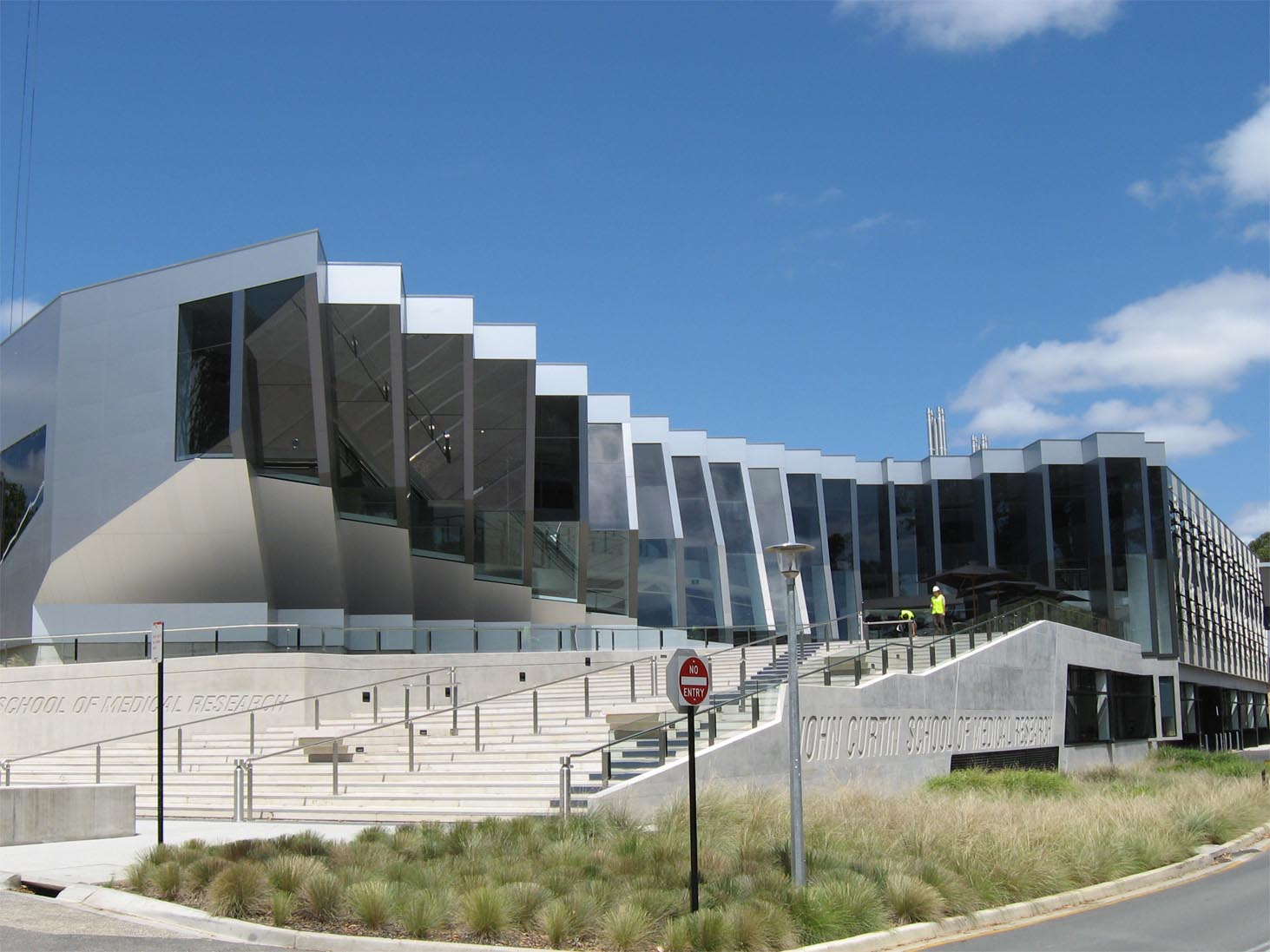
澳洲國立大學
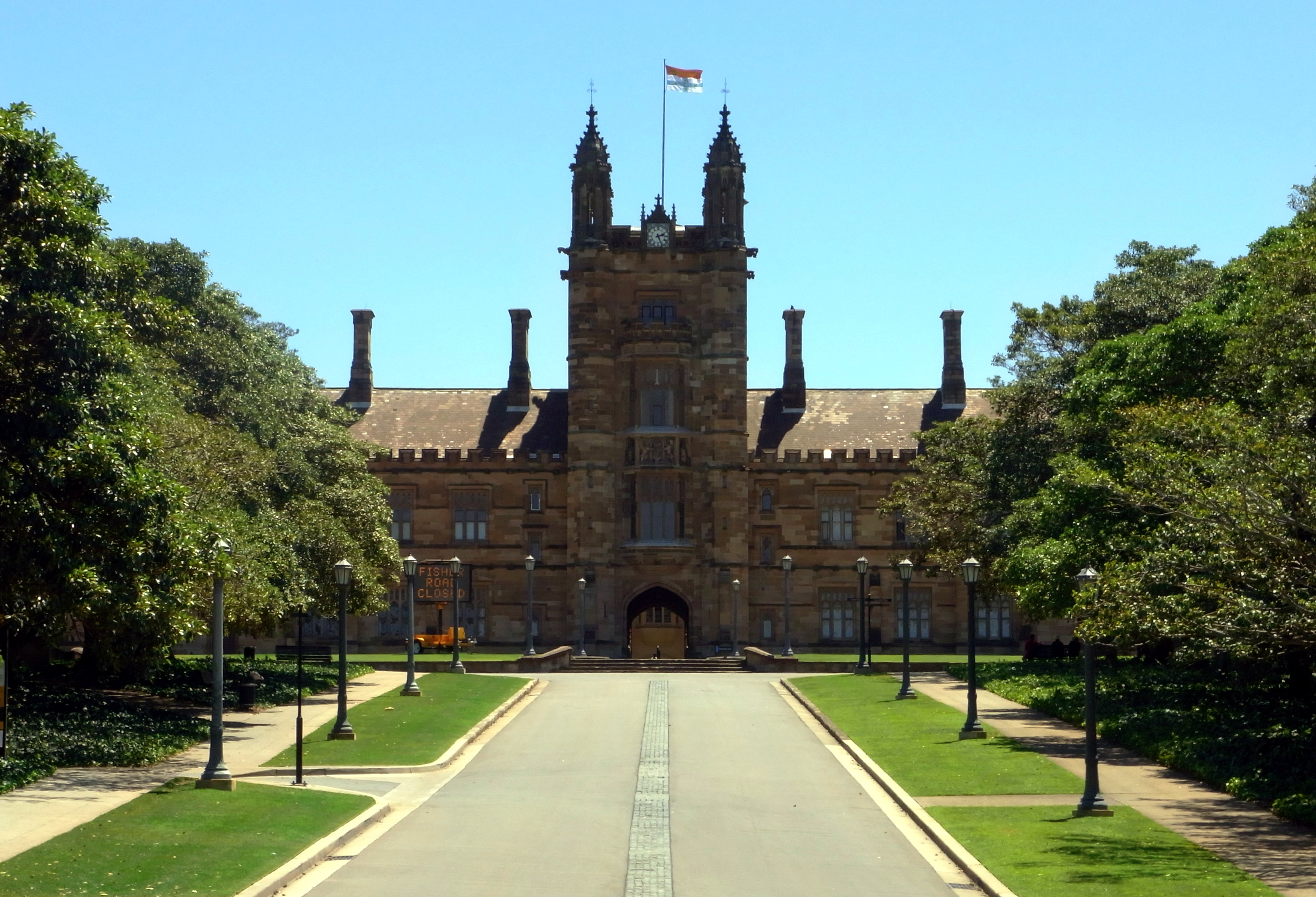
雪梨大學
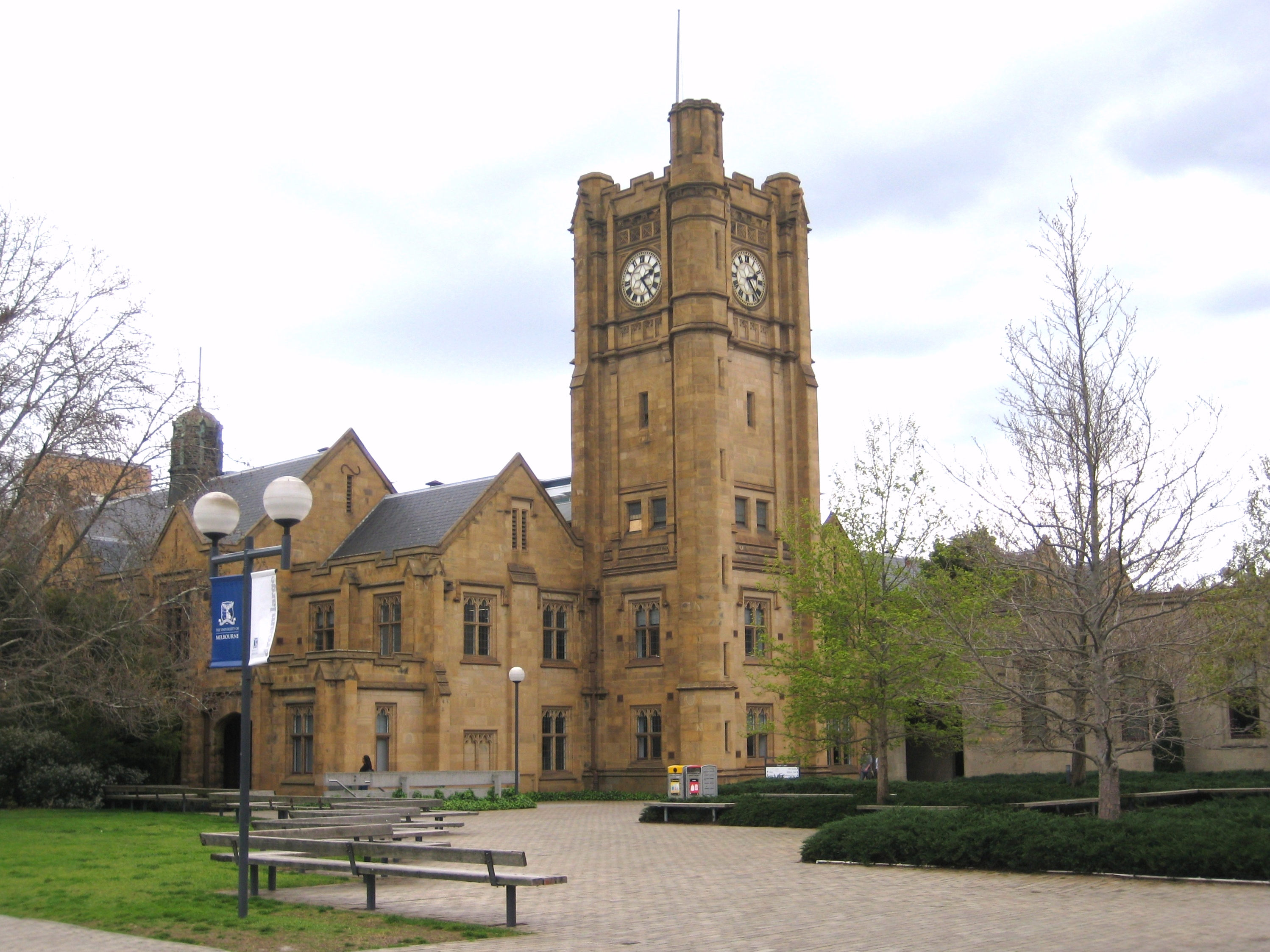
墨爾本大學
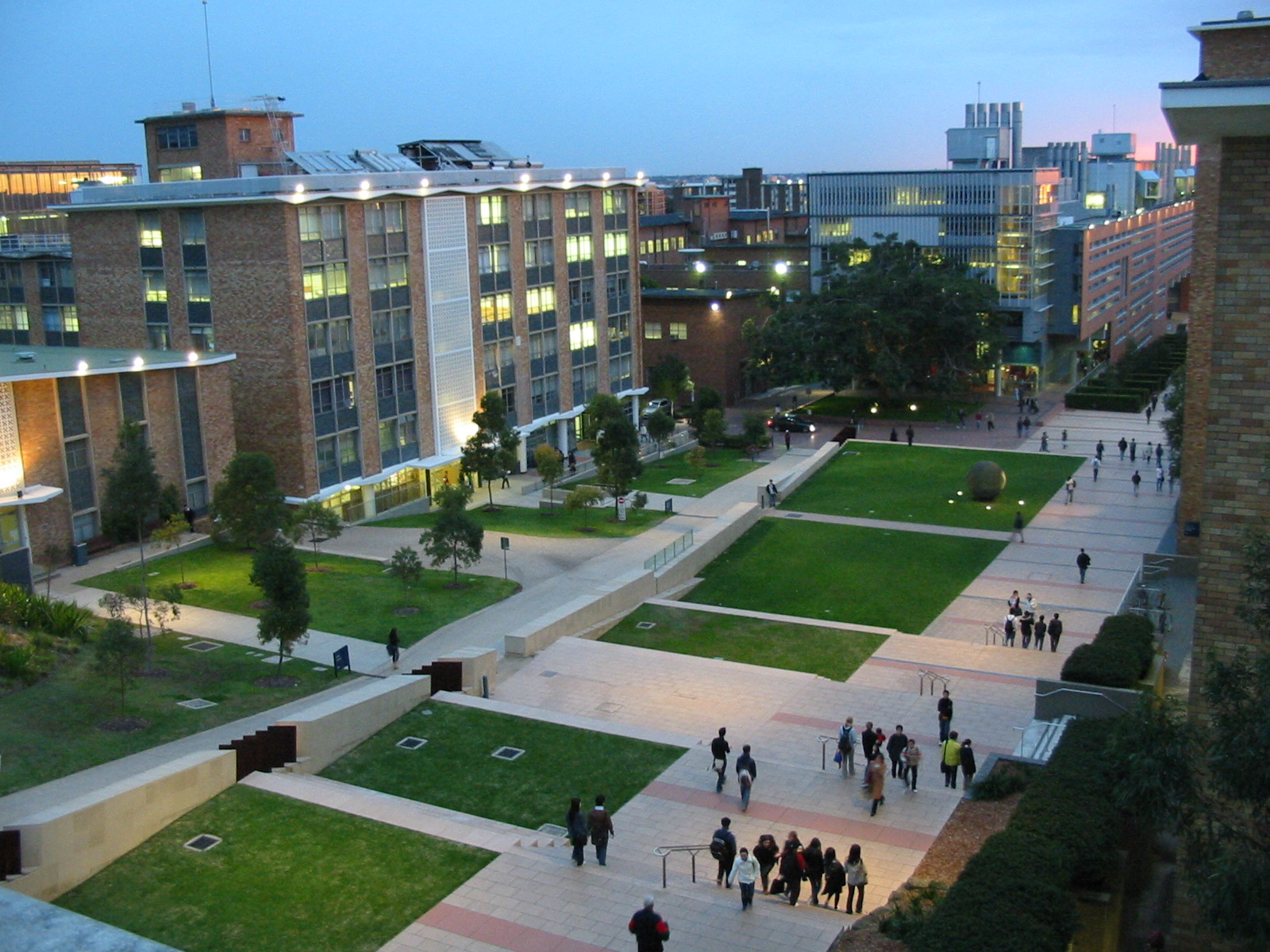
新南威爾斯大學
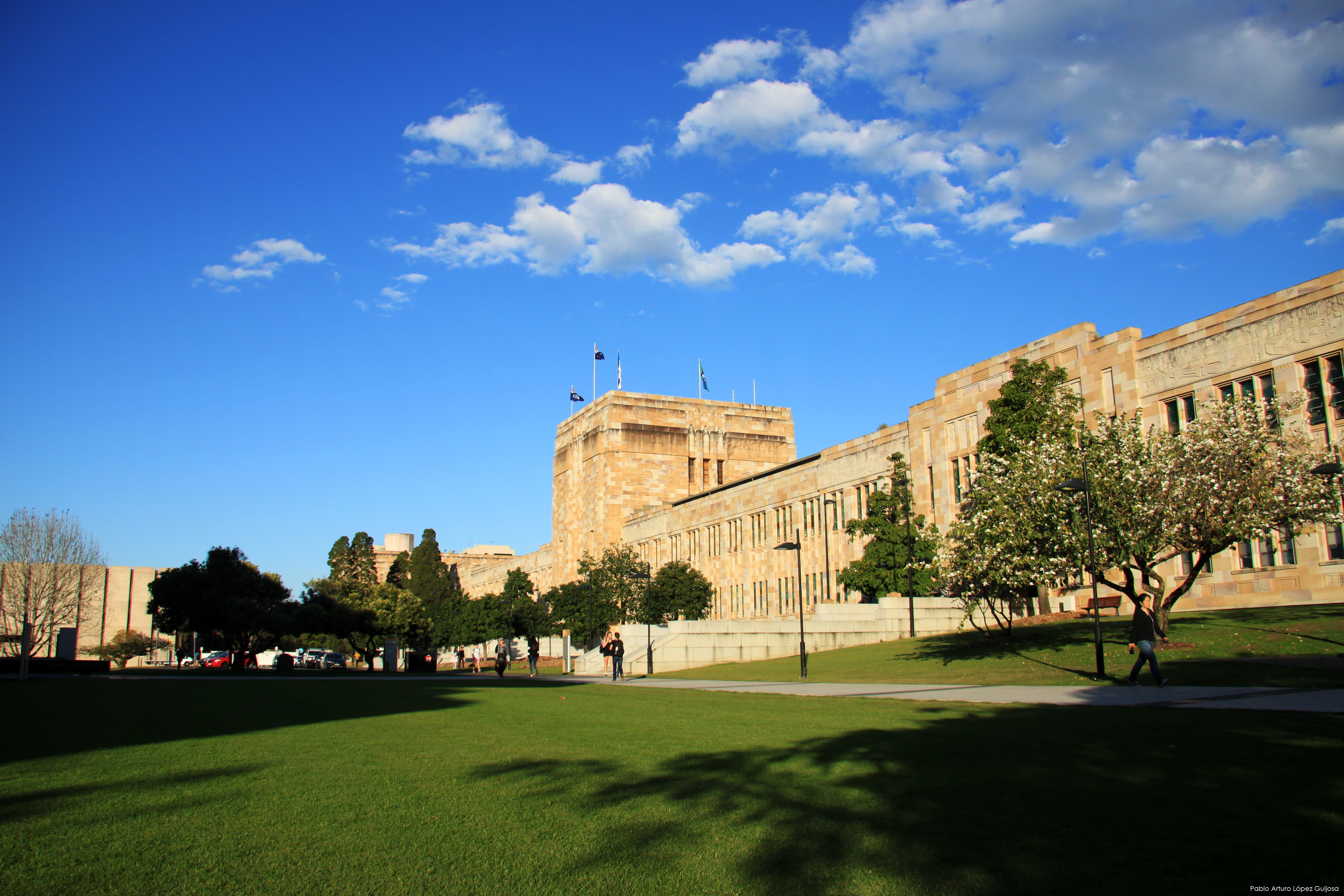
昆士蘭大學
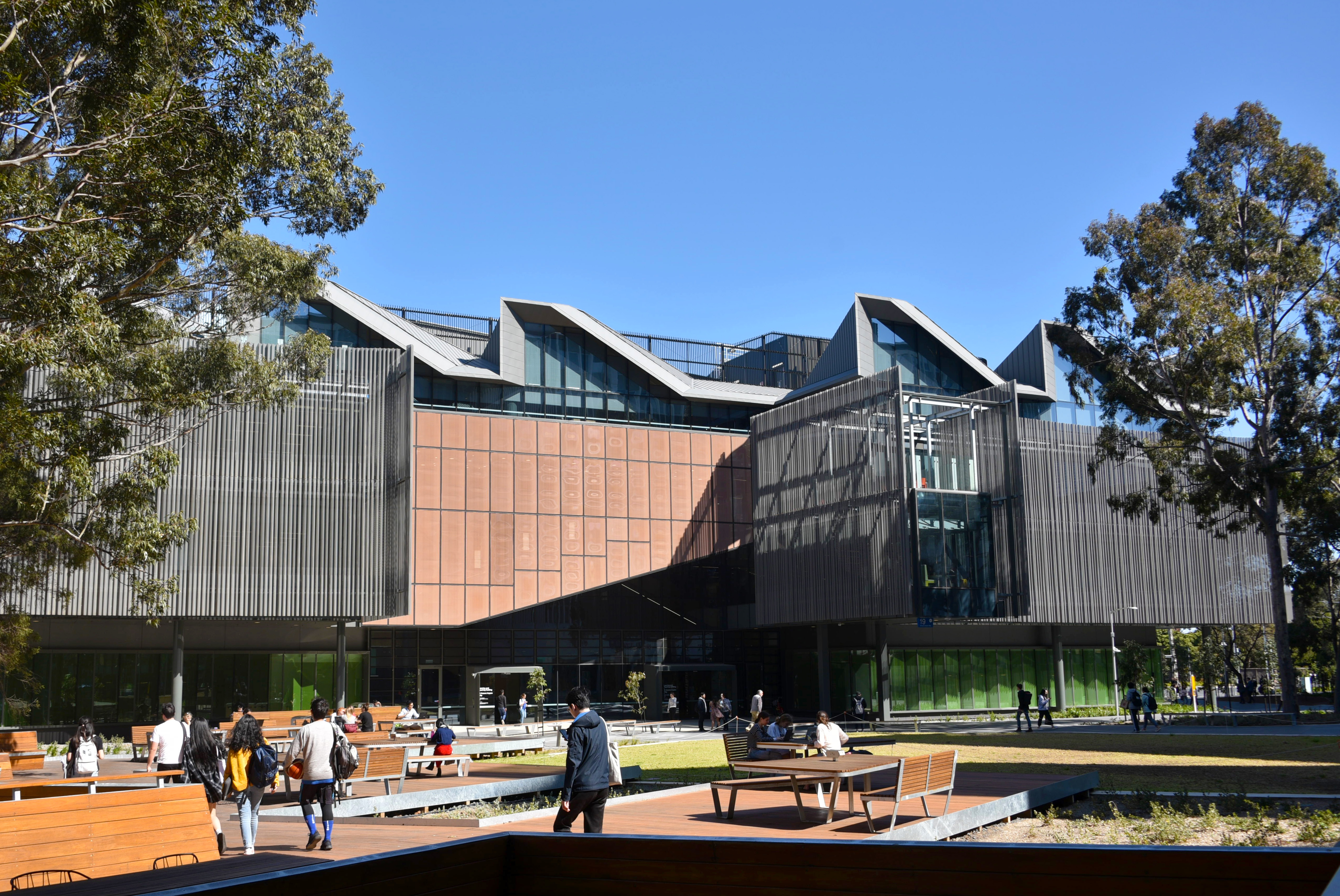
蒙納許大學
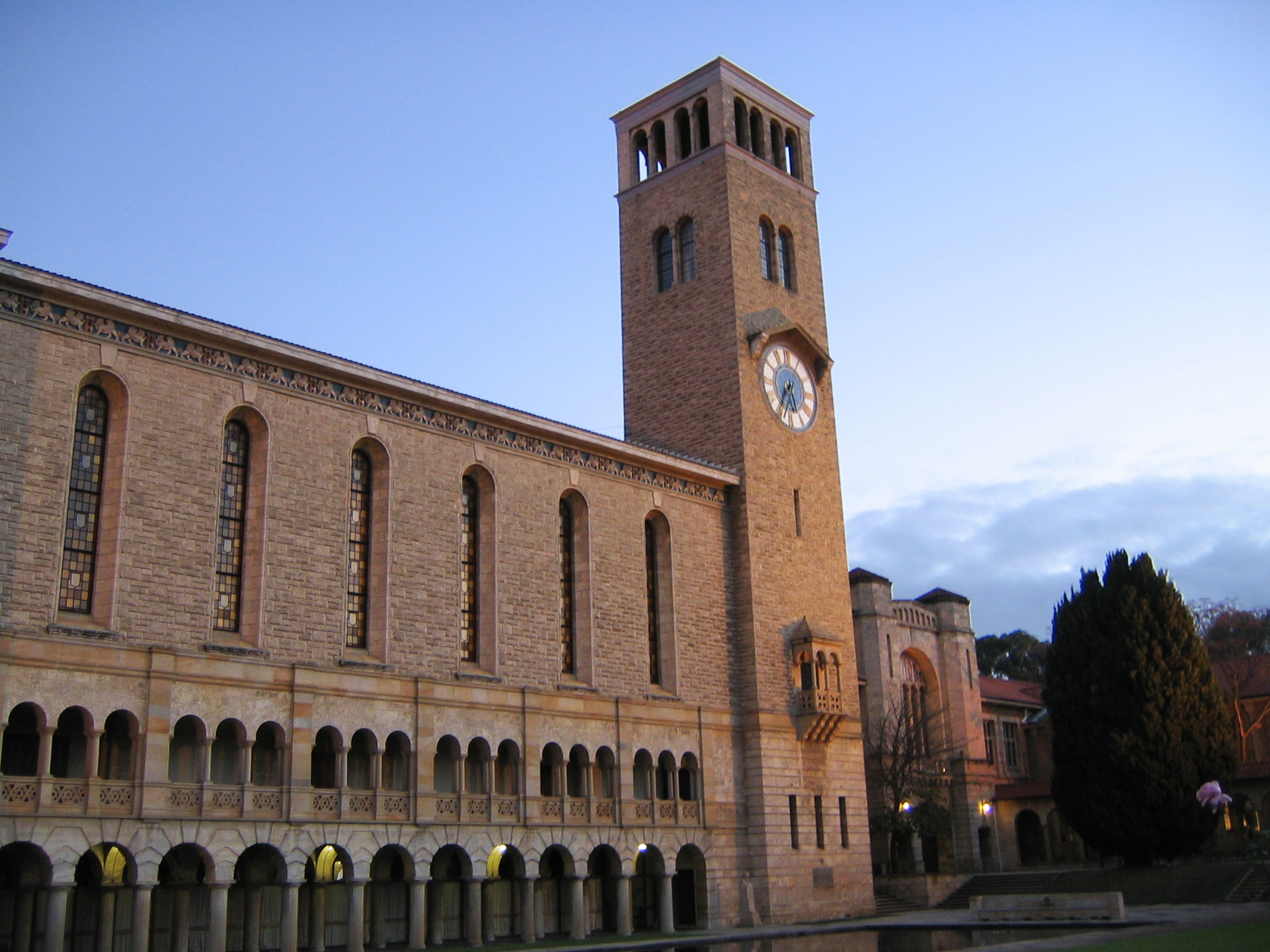
西澳大學
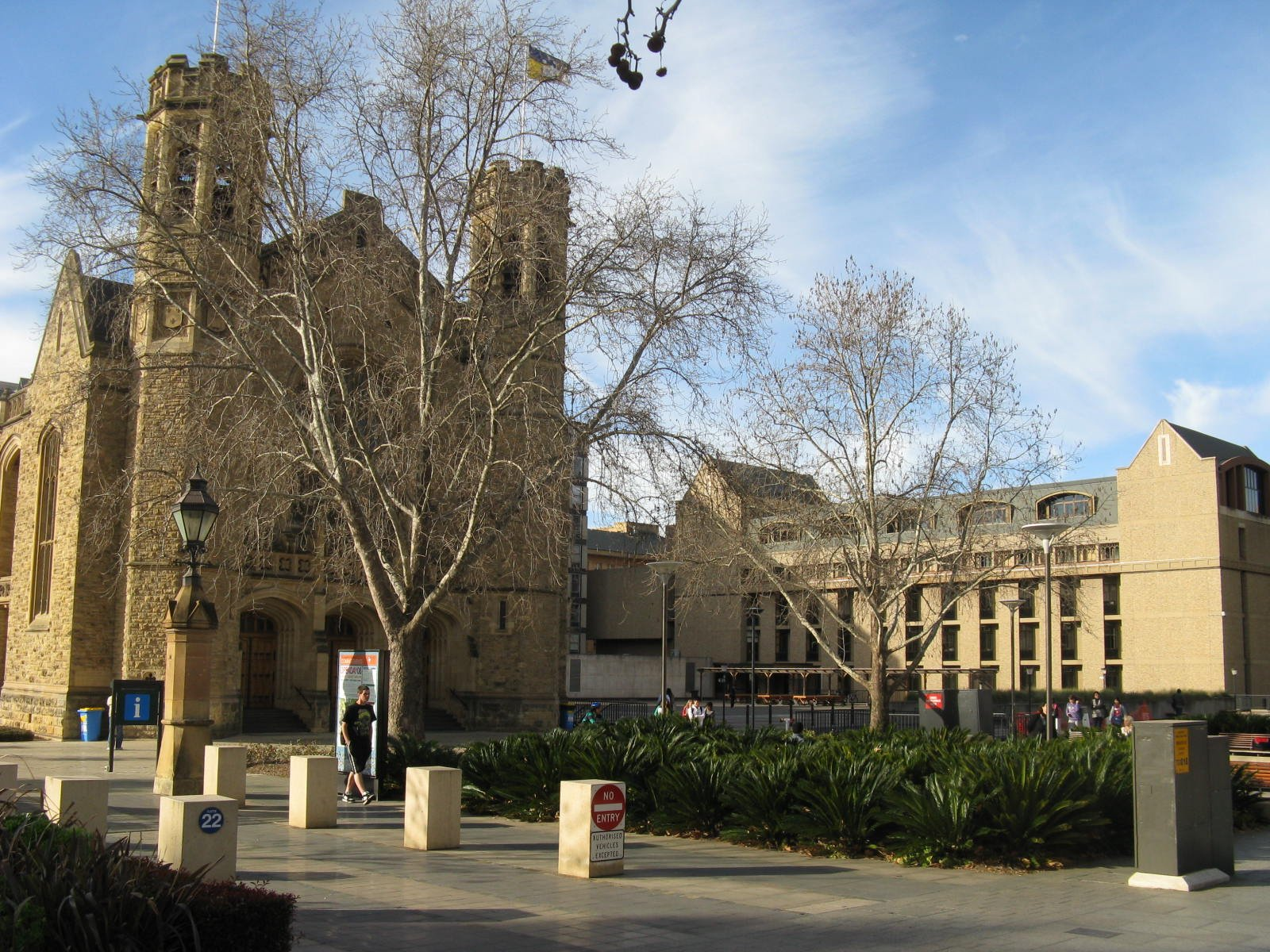
阿德雷德大學

## 类似组织
在南半球與環太平洋地區，該組織的性質與北美洲的美洲大學協會和英國的羅素大學集團相似。